# Observatório de Ulugue Begue
O Observatório de Ulugue Begue do século XV em Samarcanda, é o primeiro observatório do oriente,[carece de fontes?] com um sextante de 30 metros, construído por Ulugue Begue para efetuar mapas astronómicos exatos.